# Марчелло (монета)

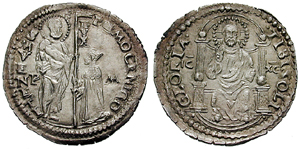
Марчелло 1475 года

Марчелло (итал. marcello) — венецианская серебряная монета номиналом в пол-лиры.
Была выпущена во время правления дожа Николо Марчелло (1473—1474) в честь которого и получила своё название. При общем весе в 3,26 г содержала 3,06 г чистого серебра. Изначально была эквивалентной 10 сольдо. В 20-х годах XVI столетия стала соответствовать сначала 10 ½, а затем 12 сольдо. Чеканка марчелло продолжалась до 1550 года.
Аверс монеты содержал изображение коленопреклонённого перед апостолом Марком дожа, реверс — Иисуса Христа.
Термин марчелло также могли использовать для обозначения не только ½ лиры, но и монет других номиналов в 1⁄5, 1⁄8 и 1⁄10 лиры. Подражания марчелло чеканили в первой половине XVI столетия в Мантуе и Модене.